# Ozro J. Dodds

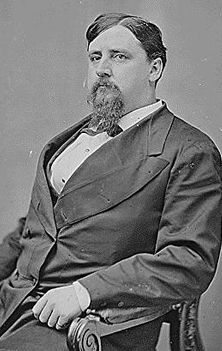
Ozro J. Dodds

Ozro John Dodds (* 22. März 1840 in Cincinnati, Ohio; † 18. April 1882 in Columbus, Ohio) war ein US-amerikanischer Politiker der Demokratischen Partei. Von 1872 bis 1873 war er Mitglied des Repräsentantenhauses der Vereinigten Staaten für den 1. Kongressdistrikt des Bundesstaates Ohio.

## Biografie
Ozro John Dodds wurde in Cincinnati geboren. Er besuchte die öffentlichen Schulen seiner Geburtsstadt. An der Miami University studierte er Jura. In den letzten Zügen des Sezessionskrieges war er Kriegsteilnehmer auf Seiten der von Abraham Lincoln geführten Vereinigten Staaten. Nach dem Ende des Krieges erhielt er seinen Abschluss von der Miami University. 1866 wurde er als Rechtsanwalt zugelassen, im selben Jahr eröffnete er eine Anwaltskanzlei in Cincinnati. Von 1870 bis 1871 war er Mitglied im Repräsentantenhaus von Ohio.
In einer Special Election wurde er als Nachfolger des zurückgetretenen Aaron F. Perry als Vertreter des 1. Distrikts von Ohio ins US-Repräsentantenhaus gewählt. Bei den Kongresswahlen 1872 ließ er sich nicht mehr aufstellen. Er schied 1873 aus dem Kongress aus. Er ging wieder zurück nach Cincinnati um wieder als Anwalt tätig sein zu können. Im Alter von 42 Jahren starb Dodds in Columbus, er wurde auf dem Spring Grove Cemetery in Cincinnati beigesetzt.
Auf dem Campus der Miami University ist die Dodds Hall zu seinen Ehren nach ihm benannt.